# Такахасі Хідето
Такахасі Хідето (яп. 高橋 秀人, нар. 17 жовтня 1987, Префектура Ґумма) — японський футболіст, півзахисник клубу «Токіо».
Насамперед відомий виступами за клуб «Токіо», а також національну збірну Японії.

## Клубна кар'єра
У дорослому футболі дебютував 2009 року виступами за команду клубу «Токіо», кольори якої захищає й донині.

## Виступи за збірну
У 2012 році дебютував в офіційних матчах у складі національної збірної Японії. Наразі провів у формі головної команди країни 1 матч.
У складі збірної був учасником розіграшу Кубка Конфедерацій 2013 року у Бразилії.

## Статистика
Статистика виступів у національній збірній
| Збірна Японії | Збірна Японії | Збірна Японії |
| Роки          | Ігри          | голи          |
| ------------- | ------------- | ------------- |
| 2012          | 4             | 0             |
| 2013          | 3             | 0             |
| Усього        | 7             | 0             |

## Титули і досягнення
- Володар Кубка Джей-ліги (1):

«Токіо»: 2009
- Володар Кубка Імператора Японії (1):

«Токіо»: 2011
Збірні
- Переможець Кубка Східної Азії: 2013